# Землетрясение на Сицилии (2010)
Землетрясение магнитудой 4,5 произошло 16 августа 2010 года в 12:54:46 (UTC) у северного побережья Сицилии (Италия), в 6,7 км к югу от посёлка Пианаконте (остров Липари). Гипоцентр землетрясения располагался на глубине 19,1 километров.
В результате землетрясения произошли оползни, 7 человек получили ранения, экономический ущерб составил по разным оценкам от 0,2 до 2 млн долларов США.

## Тектонические условия региона
Средиземноморский регион сейсмически активен из-за перемещающейся на север Африканской плиты (4—10 мм/год), вступающей во взаимодействие с Евразийской плитой вдоль границы сложной конфигурации. Это сближение началось приблизительно 50 млн лет назад и было связано с исчезновением океана Тетис. Средиземное море представляет собой остатки этого древнего океана. Самые высокие уровни сейсмичности в Средиземноморском регионе обнаружены вдоль зоны Эллинской субдукции на юге Греции, вдоль зоны Северо-Анатолийского разлома на западе Турции и зоны Калабрийской субдукции на юге Италии. Местные высокие скорости конвергенции в зоне Эллинской субдукции (35 мм/год) связаны с распространением тыловой дуги по всей Греции и западной Турции над субдуцирующей средиземноморской океанической корой. Разломы растяжения во всём этом регионе являются проявлением обширной тектоники, связанной с распространением тыловой дуги. Регион Мраморного моря является переходной зоной между этим режимом расширения на западе и сдвиговым режимом Северо-Анатолийской зоны разломов на востоке. В Северо-Анатолийском разломе происходит большая часть правостороннего горизонтального движения (23—24 мм/год) между Анатолийской микроплитой и Евразийской плитой. Анатолийская плита выталкивается на запад столкновением Африканской плиты и Аравийской платформы в юго-восточной Турции. Субдукция дна Средиземного моря под Тирренским морем в Калабрийской зоне субдукции образует значительную зону сейсмичности вокруг Сицилии и юга Италии. Активные вулканы расположены на Кикладах в Эгейском море и на юге Италии.
Имеются исторические письменные свидетельства сейсмичности Средиземноморского региона, документирующие прединструментальную сейсмичность (до XX века). Землетрясения исторически наносили огромный ущерб в центральной и южной Греции, на Кипре, на Сицилии, на Крите, в дельте Нила, на севере Ливии, в горах Атлас в Северной Африке и на Пиренейском полуострове. Землетрясение 1903 года на Китире магнитудой 8,2 и землетрясение 1926 года магнитудой 7,8 на Родосе 1926 года являются крупнейшими зарегистрированными в Средиземном море землетрясениями, которые связаны с тектоникой зоны субдукции. В период с 1939 по 1999 годы серия разрушительных землетрясений магнитудой 7+ распространялась на запад вдоль Северо-Анатолийской зоны разломов. Эта серия началась с землетрясения в Эрзинджане магнитудой 7,8, произошедшем в районе восточной оконечности Северо-Анатолийской системы разломов. Измитское землетрясение магнитудой 7,6 в 1999 году, произошедшее в западной оконечности разлома, обрушилось на одну из самых густонаселенных и промышленно развитых городских территорий Турции, убив более 17 000 человек. Хотя сейсмичность сравнительно низка вдоль северной окраины африканского континента, были зарегистрированы крупные разрушительные землетрясения от Марокко в западном Средиземноморье до Мёртвого моря в восточном Средиземноморье. Землетрясение в Эль-Аснам в 1980 году с магнитудой 7,3 было одним из крупнейших и наиболее разрушительных землетрясений в Африке в XX веке.
Известно также, что сильные землетрясения по всему средиземноморскому региону приводят к значительным и разрушительным цунами. Одним из наиболее заметных исторических землетрясений в регионе является Лиссабонское землетрясение 1 ноября 1755 года. В настоящее время геологи оценивают магнитуду Лиссабонского землетрясения около 8,7. Лиссабонское землетрясение 1755 года, как полагают, произошло в пределах или вблизи Азорско-Гибралтарского разлома, который определяет границу между Африканской и Евразийской плитами у западного побережья Марокко и Португалии. Землетрясение характеризуется как большим числом погибших (от 10 до 100 тыс. человек), так и цунами, которое охватило побережье Португалии. Землетрясение магнитудой 8 баллов около Сицилии в 1693 году вызвало сильную волну цунами, которая разрушила многочисленные города вдоль восточного побережья Сицилии. Мессинское землетрясение магнитудой 7,2 28 декабря 1908 года является самым смертоносным документально подтверждённым европейским землетрясением. Комбинация сильного землетрясения и местного цунами привела к гибели от 60 000 до 120 000 человек.